# Retamoso de la Jara
Retamoso de la Jara es un municipio y localidad española de la provincia de Toledo, en la comunidad autónoma de Castilla-La Mancha. Cuenta con una población de 110 habitantes (INE 2024).

## Toponimia
Fue fundado en tiempos remotos con el nombre de Valle de los Trigos, trasladándose más tarde al lugar que hoy ocupa, con el nombre de Retamoso; diminutivo-despectivo de retama o retamar, el final -oso es muy frecuente en la comarca.

## Historia
Localidad de origen celtíbero, fue posteriormente habitada por población hispanorromana. A mediados del siglo XVI fue repoblada por agricultores de Torrecilla de la Jara, creando dos núcleos de población en las márgenes de los arroyos Retamoso y Piloncillo. Estos núcleos poblacionales fueron conocidos como Retamoso de Arriba y Retamoso de Abajo. A pesar de que ambos núcleos se convirtieron en uno solo junto al de La Fresneda de la Jara, aún puede advertirse la división entre ambos.
A mediados del siglo XIX, el lugar todavía pertenecía a Torrecilla. Aparece descrito en el decimotercer volumen del Diccionario geográfico-estadístico-histórico de España y sus posesiones de Ultramar de Pascual Madoz de la siguiente manera:

RETAMOSO: ald. en la prov. de Toledo, part. jud. de Navahermosa, ayunt. y felig. de Torrecilla de Alcaudete, en cuyo pueblo están comprendidas todas sus circunstanscias.
(Madoz, 1849, p. 427)

Retamoso dejó de ser pedanía de Torrecilla de la Jara tras obtener su segregación en 1926. Cambió su nombre oficial de «Retamoso» por el de «Retamoso de la Jara» en 2004 (Decreto 18/2004 de 18 de febrero).

## Demografía
Cuenta con una población de 110 habitantes (INE 2024).

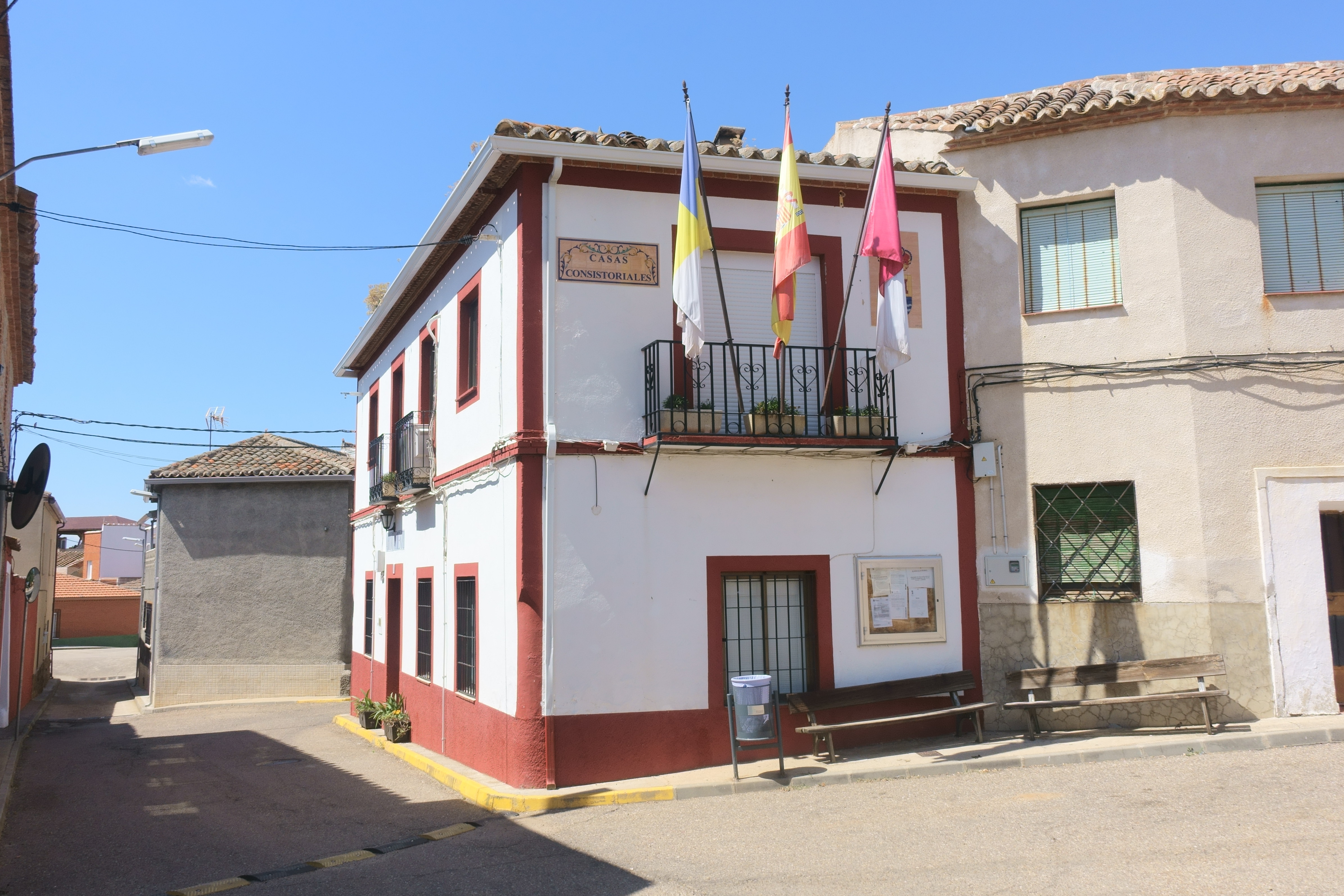
Casa consistorial

| Gráfica de evolución demográfica de Retamoso de la Jara entre 1930 y 2021 |
| |
| Población de derecho según los censos de población del INE Población de hecho según los censos de población del INEEn estos censos se denominaba Retamoso: 1940, 1950, 1960, 1970, 1981, 1991 y 2001 Entre el censo de 1930 y el anterior, aparece este municipio porque se segrega del municipio 45170 (Torrecilla de la Jara)- Por D.18/2004 del 17 del 2, se llamará Retamoso de la Jara. |

## Economía
Retamoso forma parte de la zona de producción del aceite de oliva, cuya variedad Virgen Extra se comercializa bajo la Denominación de Origen «Montes de Toledo».
Está en construcción una macrogranja porcina de 7.200 cabezas.

## Patrimonio

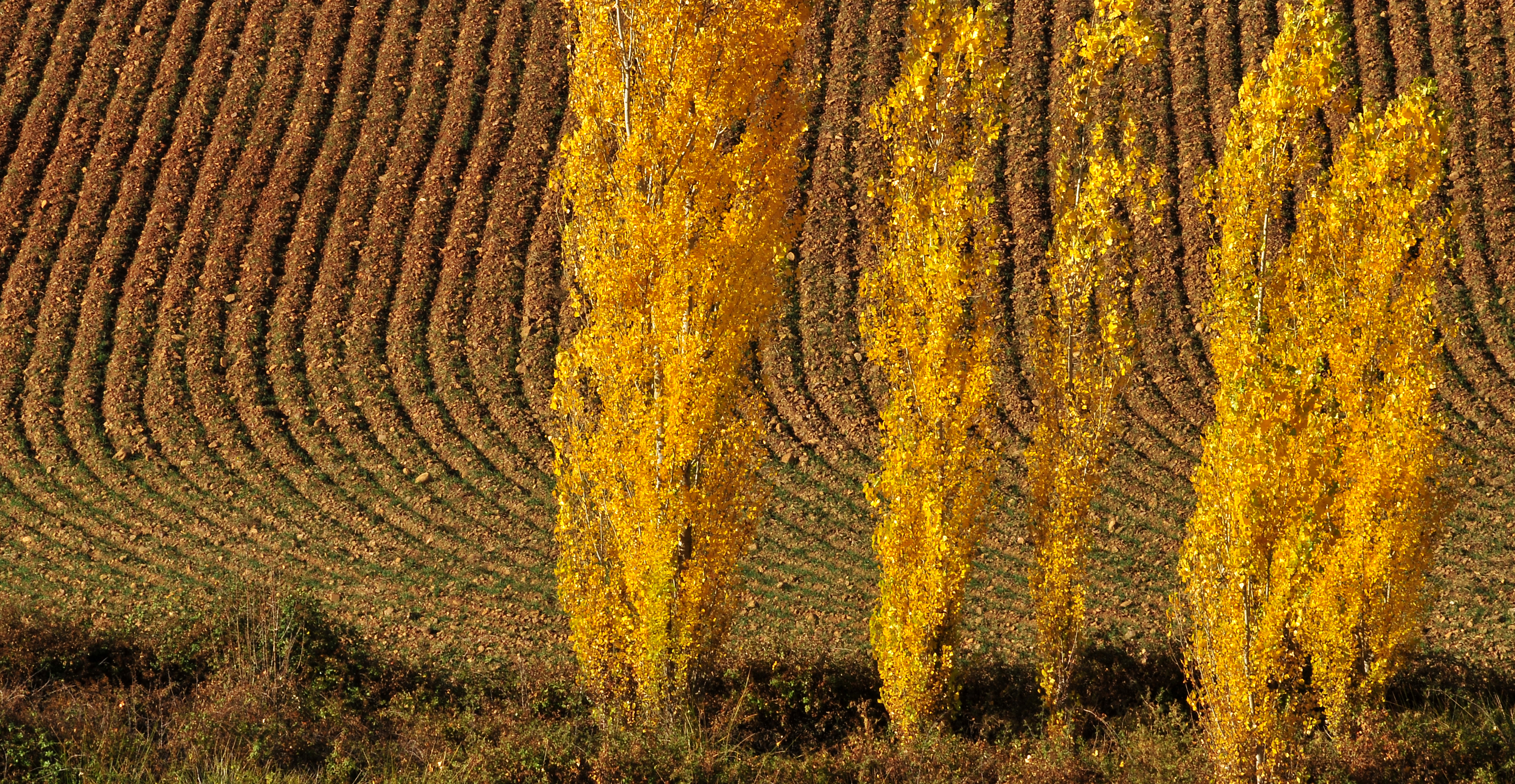
Chopos y campo labrado en Retamoso de la Jara

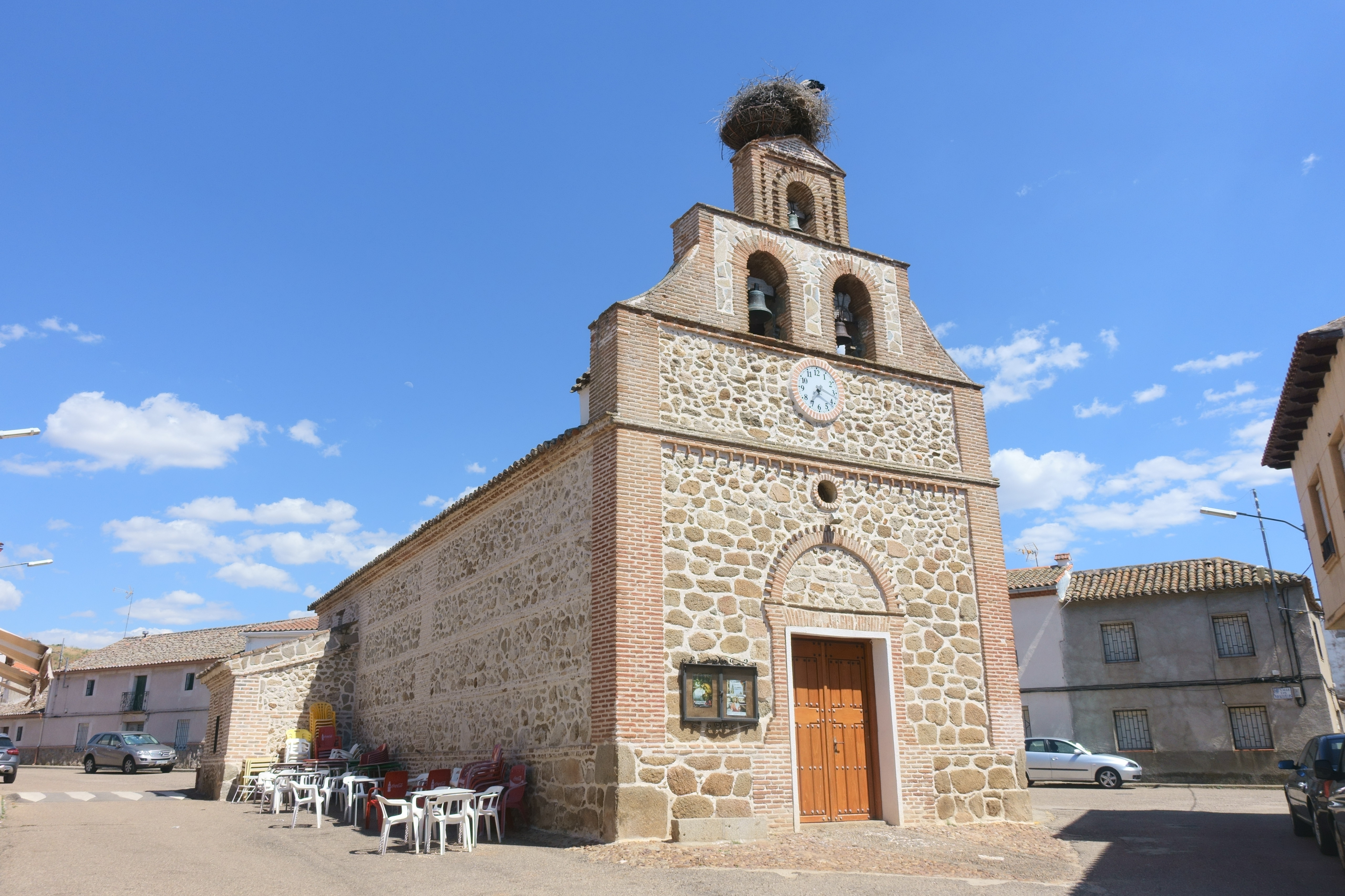
Iglesia de la Inmaculada Concepción

- Iglesia parroquial de Nuestra Señora de la Concepción
- Escuelas
- Cementerio
- Puente corralón

## Fiestas
- Fiesta de la Virgen (14 a 16 de agosto)
- Fiesta del Dulce Nombre de María (11 de septiembre). Antiguamente se celebraba esta fiesta para celebrar el término de todas las labores agrícolas del verano.
- La quema del Judas, un muñeco relleno de paja y petardos hecho por los 'quintos' de ese mismo año, que se quema coincidiendo con el domingo de resurrección en Semana Santa.